# Dołczan wysmukły
Dołczan wysmukły (Stenobothrus lineatus) – eurosyberyjski gatunek owada prostoskrzydłego z rodziny szarańczowatych (Acrididae). Spotykany na suchych łąkach, wrzosowiskach i niektórych murawach. 
W Polsce występuje pospolicie na obszarze całego kraju, z wyjątkiem Sudetów Zachodnich, Kotliny Nowotarskiej i Tatr. 
Osiąga długość 20 mm. Owad barwy zielonej, żółtej lub brązowej. Można go spotkać w postaci larwy od kwietnia do połowy czerwca, a w dorosłej postaci od lipca do października. Wydaje piszczące dźwięki. Są spowodowane bardzo wolnym pocieraniem tylnych odnóży o skrzydła. To właśnie na nich są umieszczone narządy strydulacyjne.
Wyróżniono dwa podgatunki:
- S. l. flavotibialis Storozhenko, 1985
- S. l. lineatus (Panzer, 1796)